# Carillon Vilnius

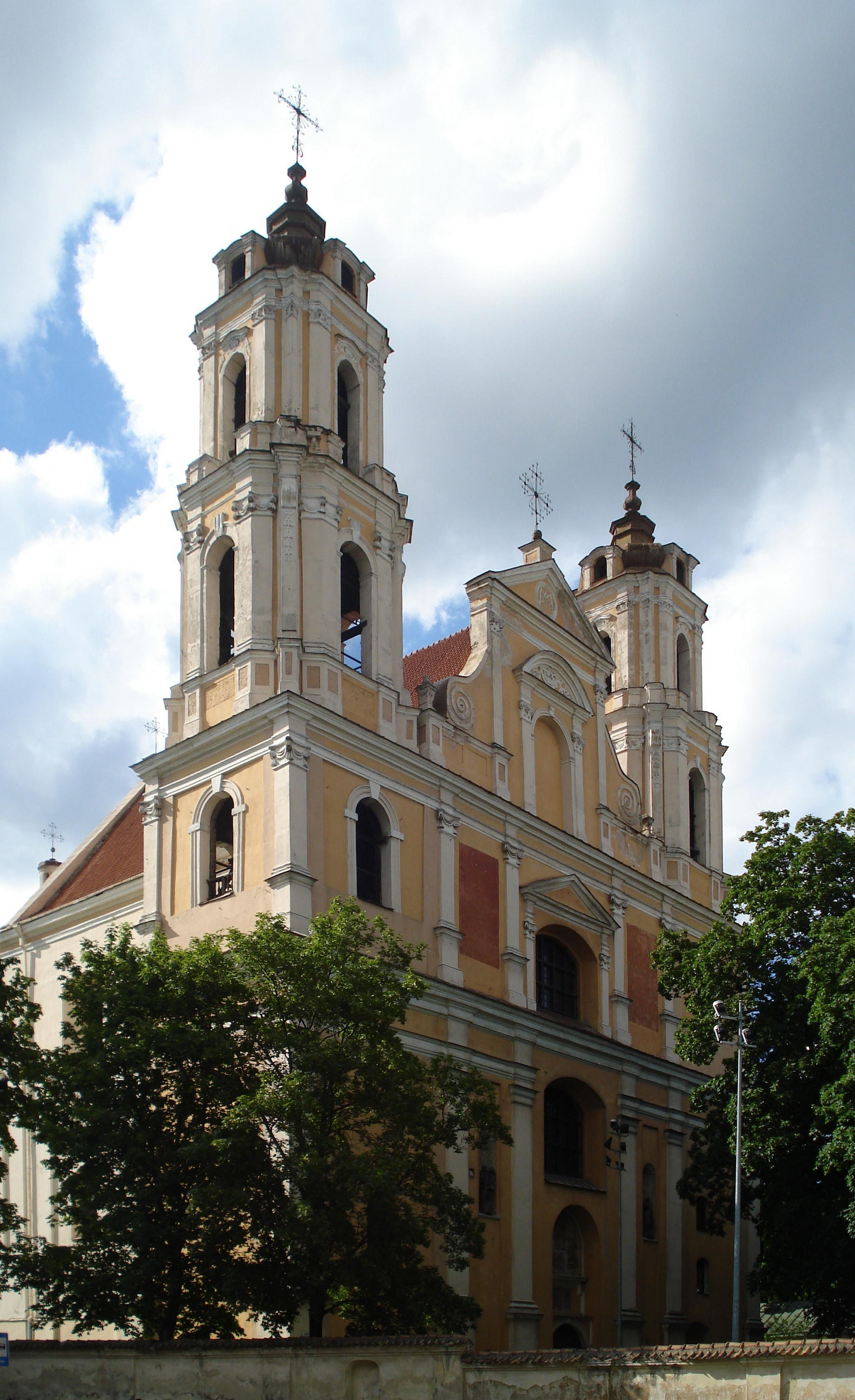
Kirchturm mit Carillon

Das Carillon Vilnius ist ein Carillon in der litauischen Hauptstadt Vilnius, im Stadtteil Lukiškės, in der katholischen Heilig-Geist-Kirche. Es ist das einzige Glockenspiel in der Stadt. 
Es wurde 2015 von den dominikanischen Brüdern eingerichtet. Er befindet sich im Turm der katholischen Apostelkirche Philipp und Jakobus (Vasario 16-osios Str. 10), in der Nähe von Platz Lukiškės. Es ist das größte in Litauen, das modernste und eines der beeindruckendsten in der Region, mit bis zu 61 Glocken (die kleinste Glocke wiegt 8 kg und die größte  3360 kg).